# Freiberg (huyện)
Freiberg là một huyện cũ in Bang tự do Sachsen, Đức. Các đơn vị giáp ranh (từ phía tây theo chiều kim đồng hồ) là: huyện Mittlerer Erzgebirgskreis, thành phố Chemnitz, các huyện Mittweida, Meißen và Weißeritzkreis, và giáp Cộng hòa Séc.

## Lịch sử
Huyện được lập năm 1994 thông qua việc sáp nhập các huyện Freiberg, Brand-Erbisdorf and Flöha. Tháng 8 năm 2008, trong cuộc cải cách các huyện ở Sachsen, các huyện Döbeln, Freiberg and Mittweida được sáp nhập vào huyện mới Mittelsachsen.

## Địa lý
Huyện tọa lạc ở sườn bắc của Dãy núi Erzge. Sông lớn nhất ở khu vực là Freiberger Mulde, bắt nguồn ở Séc và chảy theo hướng bắc.

## Các thị xã và đô thị
| Thị xã | Đô thị | |
| --- | --- | --- |
| 1. Augustusburg 2. Brand-Erbisdorf 3. Flöha 4. Frauenstein 5. Freiberg 6. Großschirma 7. Oederan 8. Sayda | 1. Bobritzsch 2. Dorfchemnitz 3. Eppendorf 4. Falkenau 5. Frankenstein 6. Großhartmannsdorf 7. Halsbrücke 8. Hilbersdorf 9. Leubsdorf | 1. Lichtenberg 2. Mulda 3. Neuhausen 4. Niederwiesa 5. Oberschöna 6. Rechenberg-Bienenmühle 7. Reinsberg 8. Weißenborn |